# Fingertips (chanson de Stevie Wonder)
Pour les articles homonymes, voir Fingertips (homonymie).
Singles de Stevie Wonder
Contract On Love
(1963) Workout Stevie, Workout
(1963)
Fingertips est une chanson de Stevie Wonder initialement enregistrée en studio en 1962 pour l'album The Jazz Soul of Little Stevie. L'année suivante, une captation est réalisée à Chicago lors d'un concert de la Motown : la réaction du public est telle que le label décide de produire cette version live en single dès mai 1963, puis sur son album Recorded Live: The 12 Year Old Genius.
La version de 1963 est le premier hit de Wonder au Billboard (#1 en août 1963) et lui permet de marquer son histoire : Fingertips est la première chanson live à atteindre la plus haute marche du classement, Stevie Wonder devient le premier artiste à obtenir simultanément la première position dans les classements Singles et Albums, ainsi que le plus jeune artiste à atteindre la première position du classement Albums.

## Origine
Écrite et composée par Clarence Paul et Henry Cosby, Fingertips est à l'origine un morceau de jazz instrumental enregistré en studio pour le premier album de Wonder (alors appelé Little Stevie Wonder), The Jazz Soul of Little Stevie. Publié en septembre 1962, Wonder y joue uniquement du bongo, Thomas Bowles (de) des Funk Brothers interprétant la partition à la flûte.
Une version live est enregistrée en avril 1963 durant une représentation organisée par la Motown, la Motortown Revue (en) au Regal Theater (en) de Chicago dans l'Illinois. Réarrangée par Clarence Paul, les cuivres et la flûte sont évincés, remplacés par l'harmonica de Wonder et les percussions de Marvin Gaye. Contenant quelques paroles improvisées, cette version de Fingertips est construite pour mettre en avant le talent de Wonder pour le bongo et l'harmonica.

### "Part 2"
En fin de représentation, alors que Wonder quitte la scène sous les applaudissements, il change soudain d'avis et revient jouer face au public, criant "Everybody say 'yeah!'" afin d'initier un échange avec le public, marquant le début de ce qui constituera Fingertips (Part 2).
Wonder entame cette seconde partie par un extrait de Mary Had A Little Lamb, essayant de chauffer la foule. Le rappel n'étant pas prévu, les musiciens sont pris par surprise, les guitaristes étant déjà en place pour la performance suivante,,. Joe Swift, le bassiste ayant remplacé Larry Moses, peut d'ailleurs être entendu sur l'enregistrement (à 2:23), demandant : "What key? What key?" (Quelle clé? Quelle clé?).
La performance complète de Fingertips dure environ sept minutes mais la captation est scindée en 2 parties, Fingertips et Fingertips (Part 2), éditées en supprimant une partie de l'enregistrement original.

## Sortie
Fingertips est diffusé le 21 mai 1963 sous la forme d'un single en deux parties, Part 2 faisant office de face B (Tamla 54080). Il entre au Billboard Pop Singles  le 22 juin 1963 à la 85e position puis la semaine suivante à la 26e position du classement R&B Singles. En août, il atteint la première place dans ces deux classements, se vendant finalement à plus d'un million d'exemplaires et lançant la carrière du jeune Wonder.
Ce succès permet à son album live Recorded Live: The 12 Year Old Genius d'atteindre la première place du Billboard Pop Albums, faisant de lui le plus jeune artiste à avoir atteint cette position et le premier artiste à atteindre la plus haute marche simultanément aux classements Singles et Albums, lui associant le qualificatif d'enfant prodige.
Fingertips est le deuxième titre de la Motown à atteindre le sommet du Hot 100 après Please Mr. Postman des Marvelettes. C'est le premier single live produit par la Motown et le premier titre live à atteindre la plus haute marche du Billboard Hot 100, si l'on excepte It's In The Book (en) de Johnny Standley (en), un enregistrement humoristique sorti en 1952.
Ce succès précoce est parfois considéré comme une anomalie du catalogue Motown, le label produisant très peu de titres live. Wonder enregistrera plusieurs autres singles dans les mois suivants mais seuls Castle in the Sand et Hey Harmonica Man entreront dans le top 5 du Billboard R&B Singles (respectivement en 6e et 5e position). Il ne retrouvera un succès comparable qu'avec Uptight en 1965 et devra attendre une décennie avant de retrouver le sommet du Billboard.

### Classement
| Classement (1963)                      | Meilleure position |
| -------------------------------------- | ------------------ |
| États-Unis (Billboard Hot 100)         | 1                  |
| États-Unis (Billboard Hot R&B/Hip-Hop) | 1                  |

## Personnel
Les versions live et studio de la chanson contiennent les percussions de Marvin Gaye, qui jouait habituellement pour Wonder et d'autres artistes de la Motown avant de devenir lui-même une des plus grandes stars du label.
- Voix, bongo, harmonica : Stevie Wonder
- Percussions : Marvin Gaye
- Basse : James Jamerson, Larry Moses, Joe Swift

## Reprises et échantillonnage
Informations issues de SecondHandSongs, sauf mentions complémentaires.
- En 1963, par Bill Doggett sur Fingertips,
- En 1964, par Sounds Incorporated (en) sur leur album Sounds Incorporated,
- En 1965, par Choker Campbell (en) sur Hits of the Sixties,
- En 1968, par Charlie McCoy sur The World of Charlie McCoy,
- En 1970, par Jonah Jones sur A Little Dis, a Little Dat,
- En 1984, la reprise de I Feel For You de Prince par Chaka Khan utilise le jeu d'harmonica de Wonder, incluant quelques extraits du Fintertips Part II[1],
- En 1986, par les Sparks sur Music That You Can Dance To,
- En 2002, par Eels sur Electro-Shock Blues Show.

## Utilisation dans les médias
Sauf indication contraire, les informations mentionnées dans cette section peuvent être confirmées par la base de données cinématographiques IMDb,  présente dans la section « Liens externes ».
- Un homme comme tant d'autres, de Michael Roemer (1964)
- Cooley High, de Michael Schultz (1975)
- More American Graffiti, de Bill L. Norton (1979)
- Fame (1982, saison 4 épisode 14)
- Many Saints of Newark, de Alan Taylor (2021)